# Михаил Йоанов
Хаджи Михаил Йоанов (или Мильо Иванов) е български възрожденски общественик в Източна Македония.

## Биография
Хаджи Михаил Йоанов е роден е в областта Овче поле, тогава в Османската империя. Заедно с баща си и сестра си се установява в мелнишкото село Горни Орман, днес Ладарево, където стават чифлигари. Десет години работи като воденичар, а след това е чирак в село Кръстилци. Съгражда къща в Горни Орман и се оженва за девойка от съседното село Дебрене. Той има четири сина и една дъщеря и полага основите на рода Хаджимильови. Ходи на поклонение на Божи гроб и става хаджия.
По-късно се заселва се в Мелник и става един от ръководителите на българската община в града. Той е виден деец на борбата за откъсване на Мелнишка епархия от Цариградската патриаршия и присъединяването ѝ към Българската екзархия. По донос на мелнишкия владика заедно със сина си Алекса е хвърлен в серския затвор за подбудителство на населението срещу Патриаршията. Като представител на българите от Мелнишка епархия посещава Цариград. В 1873 година в къщата му се премества открито в началото на същата година първо новобългарско училище в Мелник. Йоанов поддържа тесни връзки със Стефан Веркович в Сяр.
Умира през 1892 година.